# Antonio Yakoub
Antonio Tino Lucas Yakoub (arabsky: انطونيو تينو لوكاس يعقوب) (* 12. června 2002) je syrský profesionální fotbalista, který hraje na pozici útočníka za švédský klub Örebro SK. Narodil se ve Švédsku, ale hraje za syrský národní tým.

## Klubová kariéra
Yakoub začal hrát fotbal v mládežnickém týmu Djurgårdens IF, než v roce 2018 přestoupil do Assyriska FF.
V březnu 2022 byl Yakoub poslán na hostování do klubu IK Sirius s opcí na koupi.
V červenci 2022 odešel na hostování do Gefle IF na zbytek sezóny. Po sezoně se Gefle dostalo do Superettan a natrvalo získalo Yakouba za nezveřejněnou částku, poté co Sirius nevyužil svou opci. V srpnu 2023 byl Yakoub půjčen k dalšímu týmu Superettan, Östers IF, na zbytek sezóny 2023.

## Reprezentační kariéra
Yakoub může reprezentovat Švédsko, Finsko a Sýrii a v roce 2021 absolvoval jeden zápas za finský národní tým do 20 let.
Yakoub byl zařazen do kádru seniorské reprezentace Sýrie na odložené Mistrovství Asie ve fotbale 2023 v lednu 2024. V tomto turnaji debutoval, když nastoupil jako náhradník při prohře 0:1 s Austrálií dne 18. ledna 2024.

## Osobní život
Yakoub se narodil ve Švédsku matce Asyřance a otci Finovi.

## Statistiky

### Klubové
Platí k zápasu hranému 5. listopadu 2024.
| Klub               | Sezóna            | Liga              | Liga   | Liga | Národní pohár | Národní pohár | Ostatní | Ostatní | Kontinentální | Kontinentální | Celkově | Celkově |
| Klub               | Sezóna            | Soutěž            | Zápasy | Góly | Zápasy        | Góly          | Zápasy  | Góly    | Zápasy        | Góly          | Zápasy  | Góly    |
| ------------------ | ----------------- | ----------------- | ------ | ---- | ------------- | ------------- | ------- | ------- | ------------- | ------------- | ------- | ------- |
| Assyriska FF       | 2018              | Ettan Fotboll     | 2      | 0    | 0             | 0             | —       | —       | —             | —             | 2       | 0       |
| Assyriska FF       | 2019              | Division 2        | 17     | 9    | 0             | 0             | —       | —       | —             | —             | 17      | 9       |
| Assyriska FF       | 2020              | Division 2        | 13     | 10   | 0             | 0             | —       | —       | —             | —             | 13      | 10      |
| Assyriska FF       | 2021              | Ettan Fotboll     | 28     | 14   | 0             | 0             | —       | —       | —             | —             | 28      | 14      |
| Assyriska FF       | Celkově           | Celkově           | 60     | 33   | 0             | 0             | 0       | 0       | 0             | 0             | 60      | 33      |
| Sirius (hostování) | 2022              | Allsvenskan       | 3      | 0    | 0             | 0             | —       | —       | —             | —             | 3       | 0       |
| Gefle (hostování)  | 2022              | Ettan Fotboll     | 14     | 6    | 0             | 0             | —       | —       | —             | —             | 14      | 6       |
| Gefle              | 2023              | Superettan        | 18     | 3    | 1             | 1             | —       | —       | —             | —             | 19      | 4       |
| Gefle              | 2024              | Superettan        | 14     | 0    | 3             | 0             | —       | —       | —             | —             | 17      | 0       |
| Gefle              | Celkově           | Celkově           | 32     | 3    | 4             | 1             | 0       | 0       | 0             | 0             | 36      | 4       |
| Öster (hostování)  | 2023              | Superettan        | 7      | 0    | 0             | 0             | —       | —       | —             | —             | 7       | 0       |
| Nordic United      | 2024              | Ettan Fotboll     | 14     | 10   | 0             | 0             | —       | —       | —             | —             | 14      | 10      |
| Örebro             | 2025              | Superettan        | 0      | 0    | 0             | 0             | –       | –       | –             | –             | 0       | 0       |
| Celkově v kariéře  | Celkově v kariéře | Celkově v kariéře | 127    | 50   | 4             | 1             | 0       | 0       | 0             | 0             | 131     | 51      |

### Reprezentační
Platí k zápasu hranému 3. února 2025.
| Sýrie   | Sýrie  | Sýrie |
| Rok     | Zápasy | Góly  |
| ------- | ------ | ----- |
| 2024    | 3      | 0     |
| Celkově | 3      | 0     |